# Cattedrale di Nostra Signora delle Vittorie (Dakar)
La cattedrale di Nostra Signora delle Vittorie (in francese: Cathédrale Notre Dame des Victoires) è la cattedrale cattolica di Dakar, in Senegal, ed è sede dell'arcidiocesi di Dakar.

## Storia
Il santuario è stato costruito sul sito di un antico cimitero musulmano, il cui terreno è stato concesso dal governo. La cattedrale è stata consacrata dal cardinale Jean Verdier, arcivescovo di Parigi, il 2 febbraio 1936.
Nel 2001 nella chiesa sono stati celebrati i funerali dell'ex presidente Léopold Sédar Senghor. Il cardinale Hyacinthe Thiandoum, morto nel 2004, è sepolto nella parte posteriore dell'altare, vicino alla statua di Nostra Signora delle Vittorie, patrona della cattedrale.

## Descrizione
Il monumentale edificio, progettato dall'architetto Charles-Albert Wulffleff, trae la sua ispirazione da diverse fonti: stile delle torri del Sudan, le cupole e terrazze bizantine, le cariatidi ragazze Fulani. Materiali africani (arenaria rosa dal Sudan, marmi di Tunisia, in legno massiccio del Gabon, tappeti di Ouagadougou) sono associati con la lastra di granito di Bretagna o ornamenti in bronzo fatti ad Auteuil dagli orfani assistiti da padre Daniel Brottier.
Una grande cupola illuminata da venti finestre occupa il centro di un edificio a forma di croce greca. Portici si estendono lungo i tre bracci della croce. Il coro, circondato da una passerella che dà accesso a cinque cappelle, costituisce il quarto ramo del croce.
Il grande ingresso, un portico affiancato da due torri, è sormontato dall'iscrizione: "Alla Vergine Maria, Madre di Gesù il Salvatore."